# ARC Pijao (1974)
ARC Pijao (S-28) – kolumbijski okręt podwodny z lat 70. XX wieku, jeden z dwóch zakupionych przez Kolumbię niemieckich okrętów podwodnych typu 209/1200. Został zwodowany 10 kwietnia 1974 roku w stoczni Howaldtswerke-Deutsche Werft w Kilonii i przyjęty do służby w Marynarce Kolumbii 18 kwietnia 1975 roku. Okręt, kilkakrotnie remontowany i modernizowany, nadal znajduje się w aktywnej służbie (stan na 2017 rok).

## Projekt i budowa
ARC „Pijao” jest jednym z kilkudziesięciu zbudowanych okrętów niemieckiego eksportowego typu 209, zaprojektowanego w biurze konstrukcyjnym Ingenieurkontor Lübeck. Okręt należy do drugiej serii jednostek (projekt o sygnaturze IK 68), nazwanej na podstawie przybliżonej wyporności 209/1200, przedłużonej w stosunku do pierwszych okrętów typu o 1,6 m.
Jednostka została zamówiona przez rząd Kolumbii w 1971 roku i zbudowana w stoczni Howaldtswerke-Deutsche Werft w Kilonii (numer budowy 61). Stępkę okrętu położono 1 kwietnia 1972 roku, został zwodowany 10 kwietnia 1974 roku, a 19 czerwca tego roku odbył się uroczysty chrzest, na którym otrzymał nazwę „Pijao”.

## Dane taktyczno–techniczne
„Pijao” jest średniej wielkości okrętem podwodnym o konstrukcji dwukadłubowej. Długość całkowita jednostki wynosi 55,9 metra, szerokość 6,3 metra i zanurzenie 5,5 metra. Wysokość (od stępki do szczytu kiosku) wynosi 11,3 metra, a średnica wykonanego ze stali amagnetycznej HY-80 kadłuba sztywnego 6,2 metra. Wyporność w położeniu nawodnym wynosi 1140 ton, a w zanurzeniu 1248 ton. Okręt napędzany jest na powierzchni i w zanurzeniu przez dwustojanowy silnik elektryczny Siemens o mocy 5000 KM przy 200 obr./min, zasilany z akumulatorów ładowanych przez generatory AEG poruszane czterema czterosuwowymi, 12-cylindrowymi silnikami Diesla MTU 12V 493. Jednowałowy układ napędowy pozwala osiągnąć prędkość 11,5 węzła na powierzchni i 22 węzły w zanurzeniu (na chrapach 12 węzłów). Zasięg wynosi 6000 Mm przy prędkości 8 węzłów na chrapach i 400 Mm przy prędkości 4 węzłów w zanurzeniu. Ster krzyżowy, umiejscowiony przed pięciołopatową śrubą napędową. Zbiorniki paliwa mieszczą 85 ton oleju napędowego, a energia elektryczna magazynowana jest w czterech bateriach akumulatorów liczących 120 ogniw, o pojemności 11 500 Ah i masie 257 ton. Dopuszczalna głębokość zanurzenia wynosi 250 metrów, a autonomiczność 30 dób.
Okręt wyposażony jest w osiem dziobowych wyrzutni torped kalibru 533 mm, z łącznym zapasem 14 torped. Wyposażenie radioelektroniczne obejmuje: radar nawigacyjny, telefon podwodny UT-Anlage, system kierowania ogniem H.S.A. M-8, sonar aktywny SRS M-1 H Atlas, sonar pasywny (GHG) AN 5039A1. Prócz tego okręt posiada dwa peryskopy, dwie tratwy ratunkowe, ponton, kotwicę i pętlę demagnetyzacyjną MES.
Załoga okrętu składała się początkowo z 5 oficerów oraz 26 podoficerów i marynarzy, a po modernizacji z lat 2010–2013 składa się z 34 osób (w tym siedmiu oficerów).

## Przebieg służby
ARC „Pijao” został wcielony do służby w Marynarce Kolumbii 18 kwietnia 1975 roku.
Od listopada 1990 do maja 1991 roku okręt był remontowany w stoczni HDW (m.in. wymieniono akumulatory); kolejny dłuższy remont miał miejsce w latach 1999–2002, tym razem w stoczni COTECMAR w Cartagenie (m.in. wymieniono sonar na CSU 2-2 typu PSU 83-55). W grudniu 2008 roku Kolumbia zamówiła w stoczni HDW pakiet materiałowy i poprosiła o wsparcie techniczne przy modernizacji jednostki w krajowej stoczni COTECMAR. Stosowną umowę podpisano 14 stycznia 2009 roku, a w połowie 2010 roku rozpoczęto modernizację okrętu, która obejmowała instalację nowych silników napędowych i akumulatorów, wymianę system kierowania ogniem na ISUS 90-III oraz systemu rozpoznania elektronicznego na UME-100, a także dostosowanie wyrzutni do nowych ciężkich torped i remont peryskopów. Jednostka powróciła do służby w 2013 roku.